# St-André (Château-Landon)

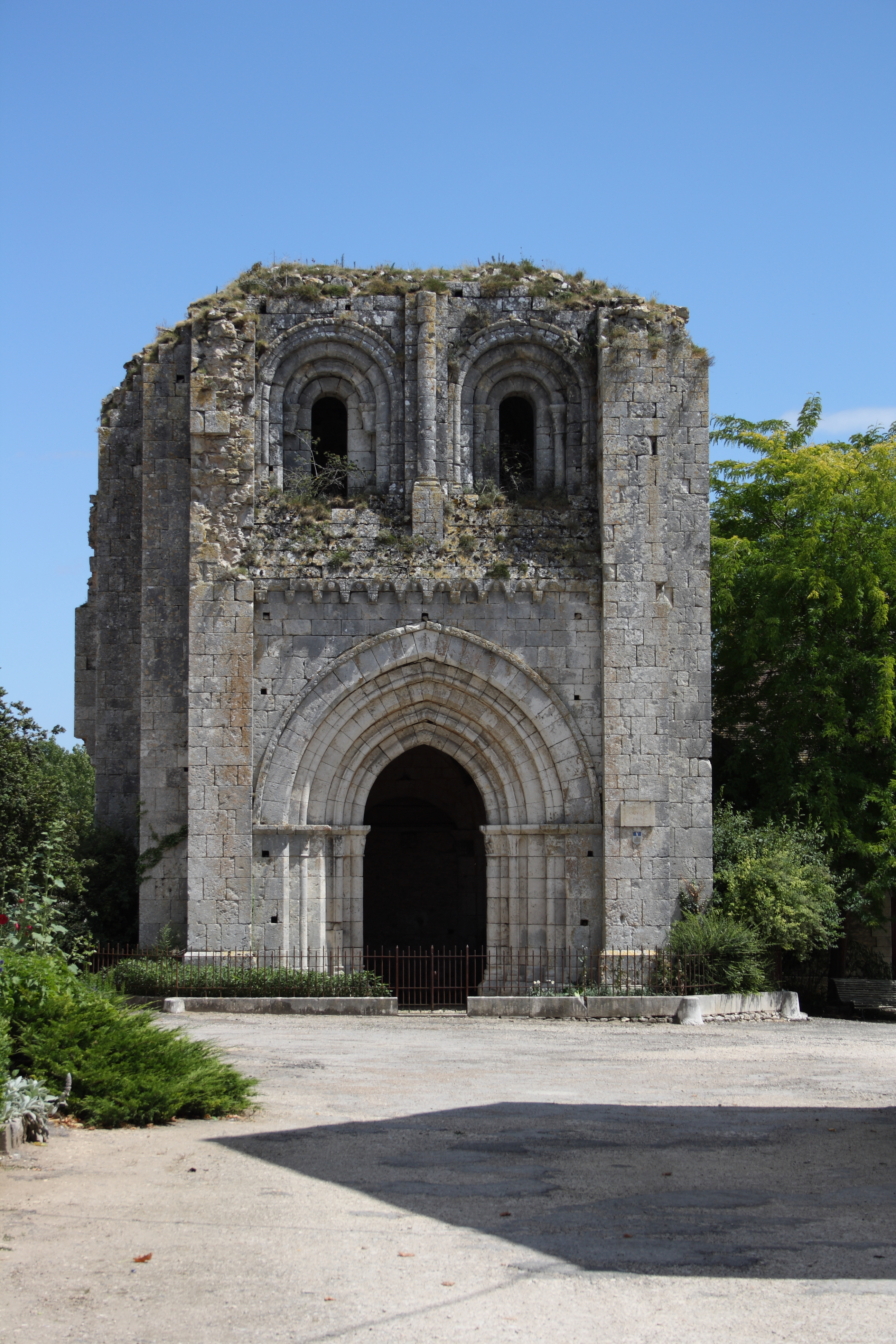
Ruine der Kirche Saint-André in Château-Landon

Die Kirche Saint-André in Château-Landon, einer Gemeinde im Département Seine-et-Marne in der französischen Region Île-de-France, war ehemals die Kirche eines Priorats und unterstand der Benediktinerabtei Saint-Pierre-et-Saint-Paul in Ferrières-en-Gâtinais. Von dem Gebäude sind nur die beiden Untergeschosse eines Vorhallenturms erhalten geblieben. Die dem Apostel Andreas geweihte Kirche wurde vermutlich in der Mitte des 12. Jahrhunderts errichtet. Seit 1987 stehen die Ruinen der Kirche als Monument historique auf der Liste der Baudenkmäler in Frankreich.

## Architektur

### Außenbau

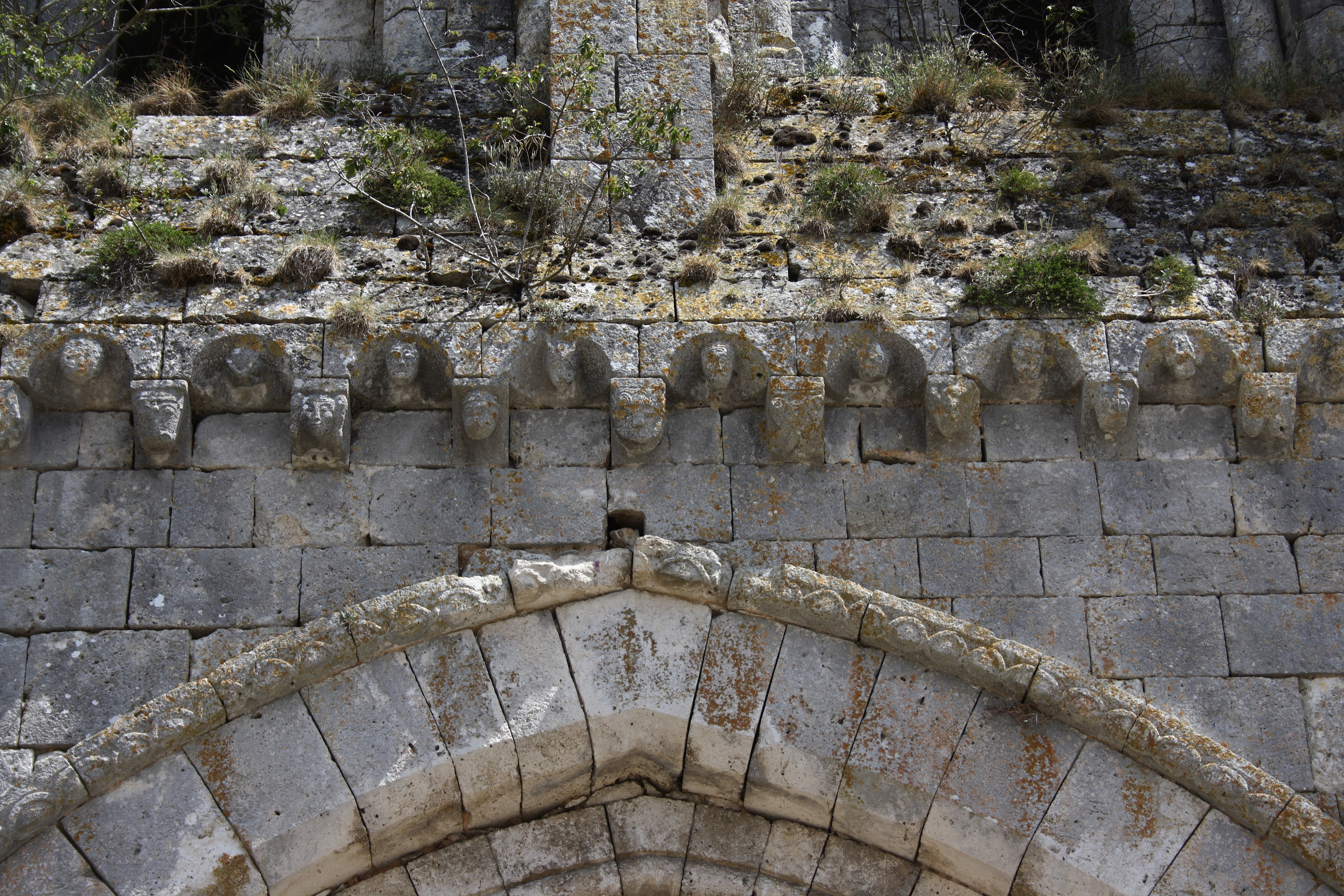
Blendarkaden und Kragsteine

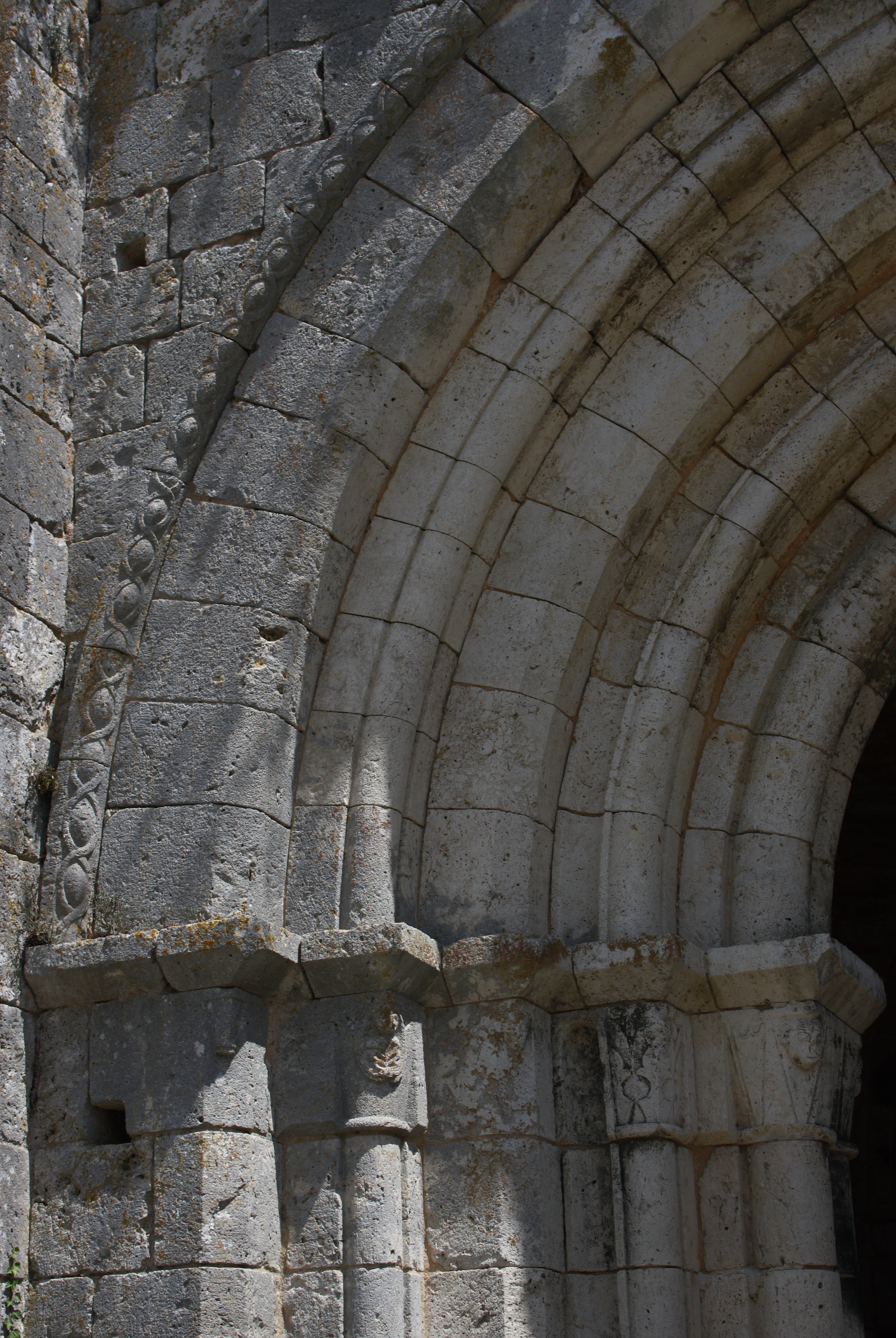
Archivolten des Portals

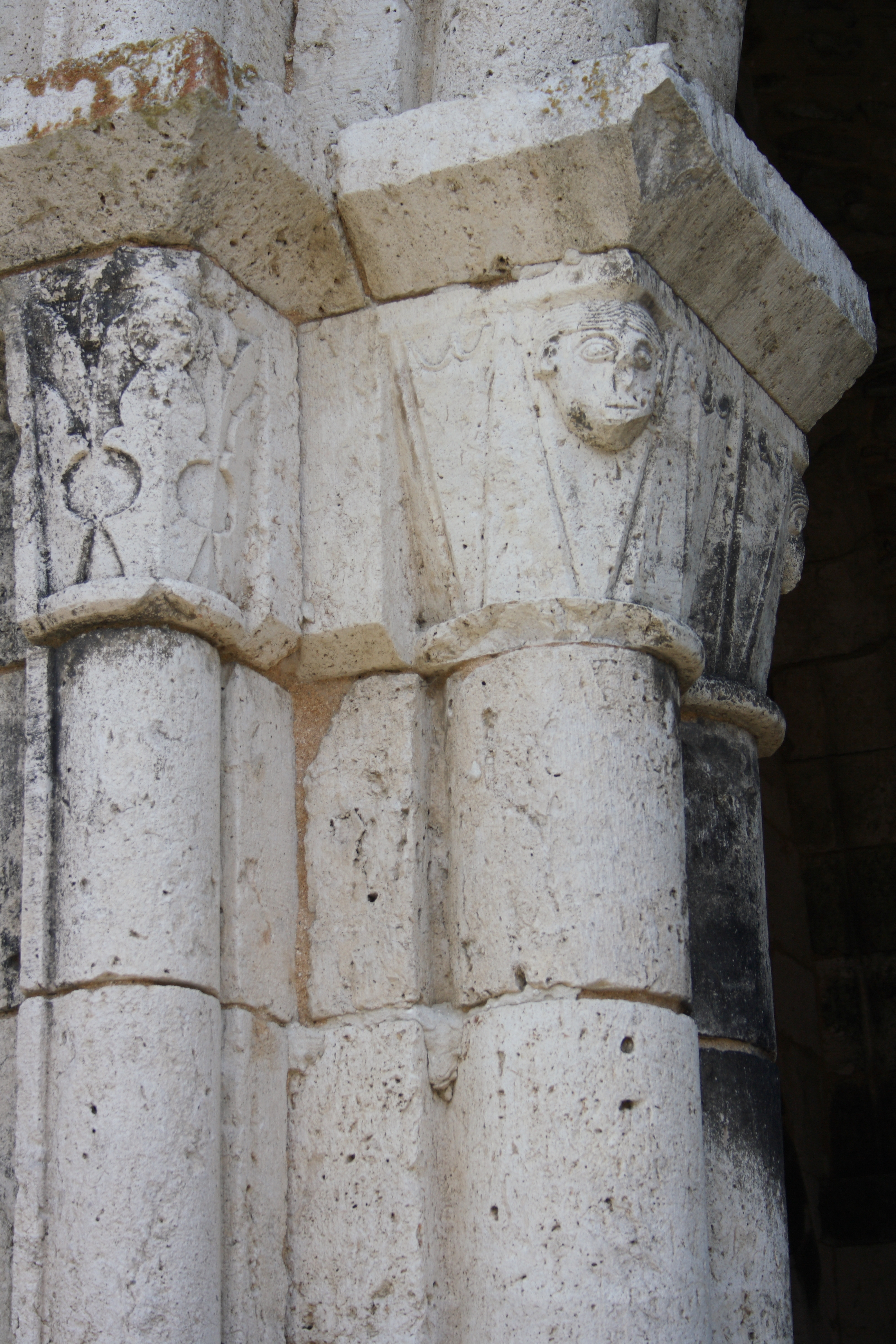
Kapitelle des Portals

Die Fassaden des Gebäudes werden von flachen Strebepfeilern gestützt. An der Nordseite schließt sich ein Treppenturm an. In der Westfassade öffnet sich ein spitzbogiges Stufenportal. Es ist in einen Vorbau eingebettet, der von einem Kranzgesims mit skulptierten Kragsteinen bekrönt wird. Das Portal wird von vier Archivolten gerahmt, die mit Rundstäben verziert sind. Die äußere Archivolte wird von einem vorkragenden, mit einem eierstabartigen Dekor verzierten Fries eingefasst. Die Kapitelle sind glatt und teilweise schmucklos, einige sind mit stilisierten Blättern und kleinen, stark hervortretenden Köpfen versehen.
Über dem Portal sind zwei rundbogige Fensteröffnungen tief in die Fassade eingeschnitten. Sie werden von einem Pfeiler getrennt, dem eine auf einem hohen Sockel stehende Säule vorgelagert ist. Auf den Archivolten des linken Fensters ist am inneren Bogen noch ein Zick-Zack-Muster und am äußeren Bogen ein Blütenfries zu erkennen.

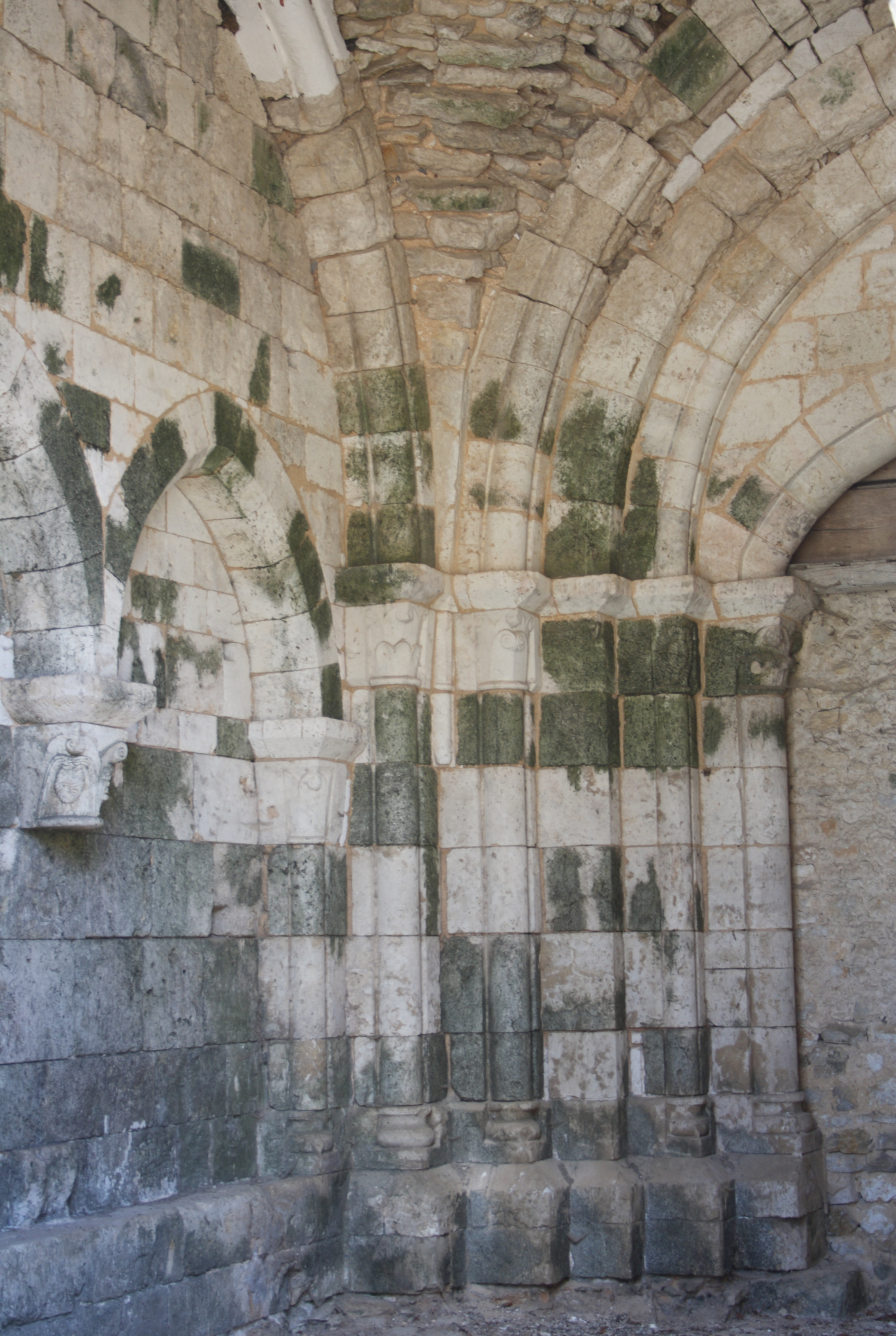
Innenraum

### Innenraum
Das untere Geschoss der Vorhalle ist mit einem Kreuzgratgewölbe gedeckt, das von Pfeilern und eingestellten Säulen in den Ecken getragen wird. Die Seitenwände zieren spitzbogige Blendarkaden, die seitlich auf schlanken Säulen und in der Mitte auf Konsolen aufliegen. Konsolen und Kapitelle sind mit dem gleichen schlichten Dekor verziert wie die Kapitelle des Portals.